# Озброєння

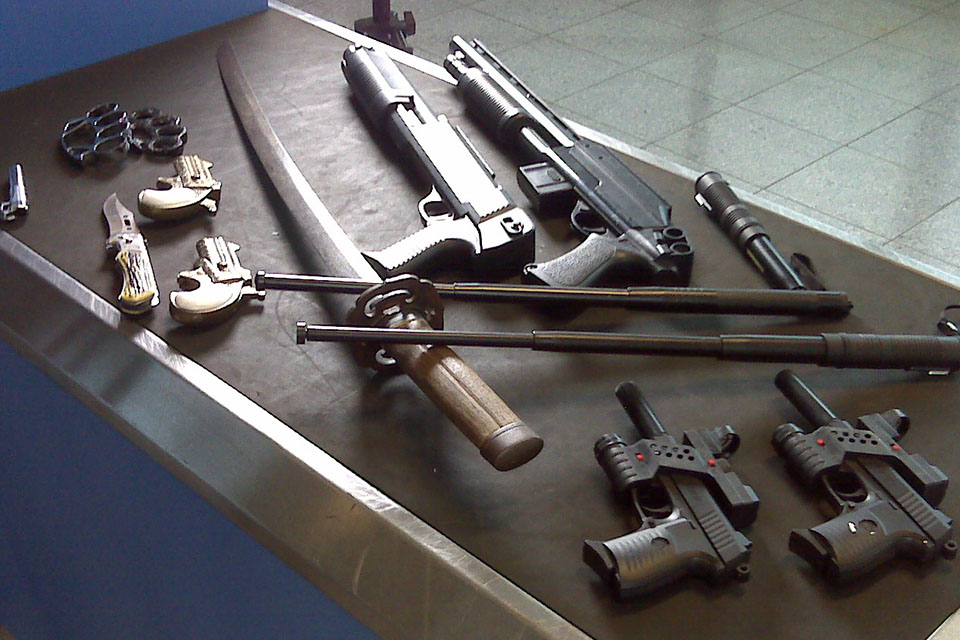
Підбір зброї, зібраних офіцерами безпеки в аеропорту

Озбрóєння (бойове озброєння) — комплекс матеріальних засобів активної (наступальної) чи пасивної (захисної) дії, спрямованої на допомогу власнику у ході бойових дій. Поділяється на наступальне озброєння, оборонне озброєння та бойову техніку. Засоби, що затосовуються для психологічної війни (агітація, пропаганда та ін.) та інші нематеріальні засоби дії на супротивника під час війни не можуть бути зараховані до категорії озброєння.
Українське законодавство надає наступне визначення: «Озброєння — озброєння стрілецьке та артилерійське, системи (комплекси) ракетні і ракетно-космічні, керовані (некеровані) ракети та їх складові частини, комплекси (установки) для їх запуску та складові одиниці до них, засоби керування зброєю (вогнем), системи дистанційного керування ракетами, обладнання для транспортування і обслуговування ракет, апарати торпедні та бомбомети для глибинних бомб.»

## Класифікація озброєння
Наступальна зброя:
- Холодна зброя
- Дистанційна (метальна) зброя
- Облоговий механізм (облогова артилерія)
- Вогнепальна зброя
- Хімічна зброя
- Термічна зброя
- Ядерна зброя
- Біологічна зброя
- Інформаційна зброя

Захисне озброєння:
- Щит
- Обладунок
- Обладунок тварини
- Загороджувальні механізми

Бойова техніка:
- Наземна
- Наводна
- Підводна
- Повітряна